# ミニー・パール
ミニー・パール (Minnie Pearl、1912年10月25日 - 1996年3月4日) は、アメリカ合衆国の『グランド・オール・オープリー』に1940年から1991年の50年以上の間出演し、1969年から1991年、テレビ番組『Hee Haw 』に出演していたカントリー・コメディエンヌ。本名サラ・オフィリア・コリー・キャノン (Sarah Ophelia Colley Cannon )。

## 経歴

### 生い立ち
サラ・コリーはナッシュビルから南西へ約80km(50マイル)のテネシー州ヒックマン郡センターヴィルの裕福な製材業者の5人娘の末っ子として生まれた。当時ナッシュビルの名門女子校であったウォード＝ベルモント大学(現在ベルモント大学)で演劇学と舞踊学を学んでいた。卒業後数年間ダンス講師をしていた。

### プロとしての経歴
彼女のプロとしての舞台での仕事はアトランタを基盤としアメリカ合衆国南東部の小さな都市を巡業する劇団ウェイン・P・スウエル・プロダクション・カンパニーの芝居やミュージカルのプロデュースおよび演出であった。
スウエル・カンパニーでの彼女の仕事の一部として劇団の作品の宣伝のため短時間出演することがあった。この時にミニー・パールとしての役作りをしていった。アラバマ州ベイリートンでアマチュア・ミュージカル・コメディのプロデュースをした頃に出会った女性猟師の立ち居振る舞いが『ミニー・パール』のキャラクターの基礎となった。ミニー・パールとしての舞台出演は1939年、サウスカロライナ州エイケンであった。翌年ナッシュビルのラジオ局WSM-AM の重役がセンターヴィルで彼女が出演しているのを見て、1940年11月30日の『グランド・オール・オープリー』での出演の機会を与えた。このデビューでの成功から、この番組に50年以上出演することとなる。
パールのコメディのスタイルはしばしば『ヒルビリー』と呼ばれる南部の田舎の軽い風刺である。彼女はいつも『ダウン・ホーム』(南部の田舎風)のドレスを着て、1.98ドルの値札のついた帽子をかぶる。彼女のキャッチフレーズは大声で言う「How-w-w-DEE-E-E-E! I'm jes' so proud to be here! 」(「こんにちは。この舞台に立つことができて嬉しいです」を南部訛りで言っている)である。彼女が有名になると、観客も「How-w-w-DEE-E-E-E! 」と返すようになった。彼女のユーモアは、特に年齢が上がってくると、男性の気を引こうとして失敗したりなどしばしば自虐的であった。「ne'er-do-well 」(ろくでなし)の親戚、特にどちらも頭の回転の遅い「ネイボブおじさん」と「兄貴」などが登場する一人芝居を演じたりもした。この一人芝居は通常「I love you so much it hurts! 」(好きでたまらない)で終わる。またコミックソングを歌うこともあった。
彼女のネタはグラインダーズ・スウィッチと呼ぶ、故郷のセンターヴィルの辺りの出来事が多かった。グラインダーズ・スウィッチとは分岐器以外は何もないセンターヴィルの郊外の架空の町。彼女が編み出すキャラクターのほとんどがセンターヴィルの実在の人物をベースにしている。ファンや観光客がグラインダーズ・スウィッチを探して交通渋滞を引き起こすため、ヒックマン郡高速道路局は最終的に『ヒックマン・スプリング通り』に『グラインダーズ・スウィッチ』の標識を付け替えた。
テレビでもまたミニー・パールとして、1950年代後期、ABCの『Ozark Jubilee 』に初出演し、長寿番組『Hee Haw 』にも出演した。どちらも後にシンジケートでCBSで放送された。またNBCの『The Ford Show, Starring Tennessee Ernie Ford 』のいくつかの回にも出演した。全国放送で最後のレギュラー出演はケーブルテレビのThe Nashville Network (TNN)のラルフ・エムリーの『Nashville Now 』であった。毎週『Let Minnie Steal Your Joke 』(「ミニーにあなたのジョークを言わせて」)のコーナーでミニー・パールとして視聴者から送られてくるジョークを読み、優秀作品には賞品が贈られた。
ミニー・パールとして『グランド・オール・オープリー』に出演している設定で映画『歌え!ロレッタ愛のために』にカメオ出演している。

### 家族
1947年2月23日、第二次世界大戦中アメリカ陸軍航空隊の戦闘機パイロットで後にチャーター便業の共同経営社となったヘンリー・R・キャノンと結婚。結婚後彼はカントリー・ミュージシャンのためのチャーター便業を開業し、さらにミニー・パールのマネージメント業も行なった。彼のチャーター便の顧客にはエディ・アーノルド、トム・パーカー大佐、ハンク・ウィリアムズ、カール・スミス、ウェブ・ピアス、エルヴィス・プレスリーがいた。この夫婦には子供がいなかった。1969年、ナッシュビルのテネシー州知事の邸宅の隣に広い邸宅を購入した。

### チキン・レストラン
1960年代後期、ナッシュビルの企業家のジョン・ジェイ・フッカーは彼女とアフリカ系アメリカ人ゴスペル歌手のマヘリア・ジャクソンにケンタッキー・フライド・チキンと競合するフライド・チキン・レストランのチェーンストアの創立に名義を貸すよう説得した。最初は成功し公募増資6,400万ドルとなったが、不正会計と株式操作の疑いにより破綻。その後の証券取引委員会の調査により彼女とジャクソンの財政上の不正行為への関与の疑いは晴れたが、2人共批判の的となってしまった。

### 癌研究
両方の乳房切除や放射線治療など積極的治療を行なった乳癌の闘病後、治療を行なったナッシュビルの医療センターのスポークスパーソンとなった。彼女が設立した癌研究のための非営利団体はミニー・パール癌基金だが、この役職はミニー・パールとしてでなく、本名のサラ・オフィリア・キャノンとして行なっていた。彼女が治療を受けた医療センターは後にサラ・キャノン癌センターと名付けられ、中部テネシーとケンタッキー州南部の他の病院にも拡大した。またサラ・キャノン研究所にも名前が付けられている。

### 晩年
1991年6月、深刻な脳梗塞を患い、芸能界での経歴は終焉を迎える。脳梗塞の後、ナッシュビルのナーシング・ホームに入所し、チェリー・ライト、ヴィンス・ギル、エイミー・グラントなどカントリー・ミュージック界からの多くの訪問を受けた。1996年3月4日、83歳で亡くなった。他の部位の発作からくる合併症が原因とされる。テネシー州フランクリンのマウント・ホープ墓地に埋葬されている。

## 遺産および影響
カントリーの若い女性歌手やジェリー・クロウワー、ジェフ・フォックスワーシー、ビル・イングヴォル、カール・ハーリー、デイヴィッド・L・クック、チョンダ・ピアス、ロン・ホワイト、ラリー・ザ・ケーブル・ガイなど田舎のユーモアのある人々に多大な影響を与えた。1992年、National Medal of Arts を受賞。2002年、CMTの『CMT's 40 Greatest Women in Country Music 』に第14位にランクインした。
カントリー界以外にも『The Dean Martin Show 』に出演したことがあることからディーン・マーティン、『ピーウィーの大冒険』のピーウィー・ハーマン役のポール・ルーベンスなどと親交がある。1992年、ルーベンスはミニー・パールのトリビュート・ショーで15年間のピーウィー・ハーマン役の幕を閉じた。
ライマン公会堂のロビーにはミニー・パールとロイ・エイカフの銅像が展示されている。チェリー・ライトとロンスターのディーン・サムズがこの銅像製作のモデルとなった。
ミニー・パールの博物館がオープリーランドUSAにあったグランド・オール・オープリー・ハウスの外側のロイ・エイカフの博物館の隣にできたが、1997年のオープリーランドUSAの閉鎖に伴い閉館した。多くの展示物が近隣のグランド・オール・オープリー博物館に移動されたが、テネシー洪水により損傷を受けた物もあるとみられる。

## 書籍
| 題名                                                                                       | 出版社                       | 年   |
| ------------------------------------------------------------------------------------------ | ---------------------------- | ---- |
| Minnie Pearl's Diary                                                                       | グリーンバーグ               | 1953 |
| Minnie Pearl's Christmas at Grinder's Switch (With テネシー・アーニー・フォード)           | アビンドン・プレス           | 1963 |
| Minnie Pearl Cooks                                                                         | オーロラ・パブリッシャーズ   | 1970 |
| Minnie Pearl: An Autobiography (with ジョン・デュウ)                                       | サイモン・アンド・シュスター | 1980 |
| Christmas At Grinder's Switch (with ロイ・エイカフ)                                        | アビンドン・プレス           | 1985 |
| Best Jokes Minnie Pearl Ever Told (Plus a Few She Overheard!) (ケヴィン・ケンワーシー編集) | ラトリッジ・ヒル・プレス     | 1999 |

## ディスコグラフィ

### アルバム
| 題                             | 出版        | 年   |
| ------------------------------ | ----------- | ---- |
| Howdy!                         | サンセット  | 1960 |
| America's Beloved Minnie Pearl | スターデイ  | 1965 |
| The Country Music Story        | スターデイ  | 1966 |
| Lookin' Fer A Feller           | スターデイ  | 1967 |
| Grandpa Jones and Minnie Pearl | RCAカムデン | 1973 |

### ゲスト出演
| Title                                                                              | Record Label  | Copyright |
| ---------------------------------------------------------------------------------- | ------------- | --------- |
| Country Music Caravan                                                              | RCAヴィクター | 1954      |
| Hall of Fame (Vol. 9), (contributor)                                               | スターデイ    | c. 1969   |
| Thunder on the Road                                                                | スターデイ    | c. 1970   |
| Stars of the Grand Ole Opry                                                        | RCA           | 1974      |
| Live at the Grand Ole Opry (With ハンク・ウィリアムズ)                             | MGM           | 1976      |
| New Harvest - First Gathering (ドリー・パートンのアルバム内の『Applejack 』に出演) | RCA           | 1977      |
| Backstage at the Grand Ole Opry                                                    | RCA           | 1980      |

### シングル
1950年代、RCAヴィクターよりグランパ・ジョーンズとのデュエットなどを含む多数のシングル・レコードを発表した。またこの頃チェット・アトキンスやアーネスト・タブなどのレコードにもゲスト出演している。1960年代、スターデイ・レコードに移籍。54歳の頃レッド・ソヴィンのクラシック曲『Giddyup Go 』へのアンサーソング『Giddyup Go - Answer 』をスターデイから発表しトップ10にランクインした。後にソヴィンとバディ・スターチャーとで他のシングルで共演している。
1974年、ロレッタ・リンとコンウェイ・トゥイッティのヒット曲『As Soon As I Hang Up The Phone 』のパロディをアーチー・キャンベルと共演する際RCAに戻り、ラジオでも曲は流れたがチャートには入らなかった。1977年、ドリー・パートンのアルバム『New Harvest - First Gathering 』の収録曲『Applejack 』を歌うなど、多くのオープリーのメンバーの作品に参加。1986年、レイ・スティーヴンスのコメディ・シングル『Southern Air 』にジェリー・クロウワーと共にゲスト出演し、ビルボードのトップ70にランクインした。
| 年   | 第                  | US Country |
| ---- | ------------------- | ---------- |
| 1966 | Giddyup Go - Answer | 10         |

## 参考
- ポール・キングスバリー編集『The Encyclopedia of Country Music 』(1998年)pp. 409–10『"Minnie Pearl"』(オックスフォード大学出版局)
- ミニー・パール、ジョン・デュウ共著『Minnie Pearl: An Autobiography 』(1980年)(サイモン・アンド・シュスター)
- サラ・キャノン癌センター (英語)
- サラ・キャノン研究所 (英語)
- ミニー・パール癌基金 (英語)
- Lifetime Honors - National Medal of Arts (英語)